# Шипшина
Шипши́на — назва дикорослих рослин роду Rosa родини розових. Культивовані рослини роду Rosa називають трояндами.

## Будова шипшини
Має складні листки, сітчасте жилкування, черешковий вид листка, стебло з камбієм, стрижневу кореневу систему, дві сім'ядолі (належить до класу дводольних).

## Систематика
Точне число видів шипшини поки ще не встановлено у зв'язку з тим, що ще не вироблені критерії для розрізнення надзвичайної безлічі перехідних форм. За сучасними оцінками різних авторів рід включає від 190 (Wissemann, 2003) до 400—500 (Хржановський, 1958, Бузунова, 2001) дикорослих видів. Такий розкид оцінок пов'язаний з існуючими протиріччями в систематиці цього роду, які не були вирішені і з привнесенням в неї молекулярно-генетичних методів. Протягом XVIII—XXI ст. систематиками було описано понад 3 000 видів та внутрішньовидових таксонів шипшин
Більшість видів шипшини родом з Азії, менше число — з Північної Америки, і лише деякі — з Європи та північно-західної Африки. Шипшина з різних регіонів світу легко гибрідизується, утворюючи сорти, які перекривають батьківські форми, і ускладнюють визначення первинних видів. Менше 10 видів, переважно з Азії, стали основою для селекційної роботи зі схрещування, яка в кінцевому підсумку привела до появи багатьох сучасних сортів садових троянд.

### Різновиди

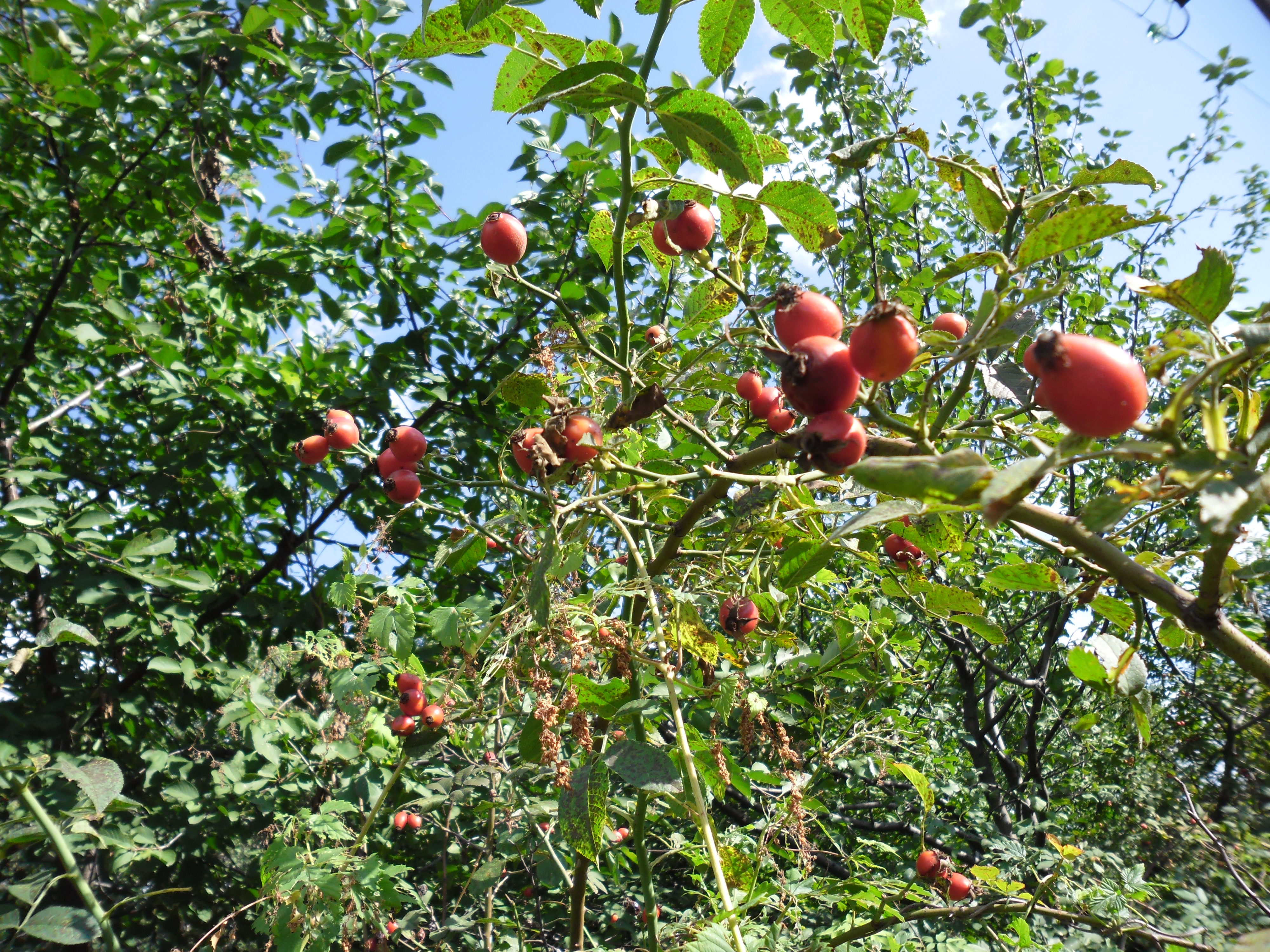
Плоди шипшини.

В Україні велика різноманітність шипшин (близько 50 видів). Серед них найчастіше трапляються:
- Шипшина звичайна (Rosa canina L.) Шипшина звичайна росте на всій території України на схилах, узліссях, уздовж доріг та на пустищах як бур'ян[2].
- Шипшина травнева (R. cinnamomea L.) Поширена на Поліссі і в Лісостепу. Кущ з сизувато-зеленими часто опушеними листками й характерним яблуневим запахом пагонів.
- Троянда зморшкувата (R. rugosa Thunb.) Кущ з опушеними шипами і виразно зморшкуватими листками, поширений переважно в культурі.
- Шипшина яблунева (R. pomifera Herrm.) Відзначається темно-рожевими пелюстками, округлими пурпуровими плодами (до 3 см завдовжки), поширена по чагарникових заростях, кам'янистих відслоненнях і на пісках лісостепової частини України.
- Шипшина голчаста (Rosa acicularis Lindl) росте у лісовій і степовій зонах, у горах (до альпійського поясу), зазвичай, на лісових галявинах, у заростях чагарників, на берегах річок, струмків, вологих і степових луках, на схилах і кам'янистих розсипах.

Шипшина також є предком плетистих троянд, котрі по суті є її окультуреними сортами та гібридами.

## Практичне використання

### У медицині
Плоди деяких видів (зокрема коричної) містять багато вітаміну С, цукру, каротину тощо.
Настоянки, сиропи, відвари з плодів й коренів шипшини здавна застосовували в народній медицині у випадку захворювання печінки, шлунково-кишкового тракту, гіпертонії, авітамінозах тощо. При катарі шлунка зі зниженою кислотністю застосовують настій з 3 столових ложок ягід шипшини на 1 л води по 1/2 склянки 3 рази на день.

### У харчуванні
Із м'якоті плодів можна одержати концентрований сік пресуванням свіжих плодів або за допомогою скороварки.
Вимиті та очищені від насіння плоди йдуть на приготування джемів, варення. Для цього почищені плоди перемелюють, змішують з цукром. Із свіжих плодів виготовляють киселі та компоти.
Із плодів шипшини в Сибіру та на Алтаї готують сурогат кави, що має гарний запах з відтінком ванілі. У Швеції варять шипшиновий суп.
Із пелюсток роблять високоароматні вина, варять варення, роблять трояндову воду, лікери й наливки.

### Заготівля
Збирають плоди в період їхньої стиглості, наприкінці серпня — у вересні; збирати слід обережно, вручну, у брезентових чи інших рукавицях, безпосередньо з куща, причому тільки цілі яскраво-червоні, незіпсовані плоди, коли вони ще тверді, намагаючись не м'яти їх. Перестиглі плоди стають соковитими, м'якими й збирати їх важче. Складати плоди слід у кошики, обтягнуті тканиною, збирання слід закінчити до настання заморозків. Свіжозібрані плоди треба негайно сушити.
Сушать плоди в добре нагрітих печах, на залізних листах або сітках, трохи відкривши заслінку й трубу печі для витягування вологи. Щоб краще використати обсяг печі для сушіння найбільшої кількості ягід, сітки з ягодами ставлять на цеглинах у 2—3 ряди, але при цьому треба стежити, щоб повітря мало вільний доступ до всіх ягід і щоб ягоди не підгоріли. Можна їх сушити в плодоовочевих сушарках при температурі 80—90° С, а в південних районах — на сонці. Сухі ягоди шипшини оранжево-червоні, смак кислувато-солодкий, вони без запаху.

## Галерея

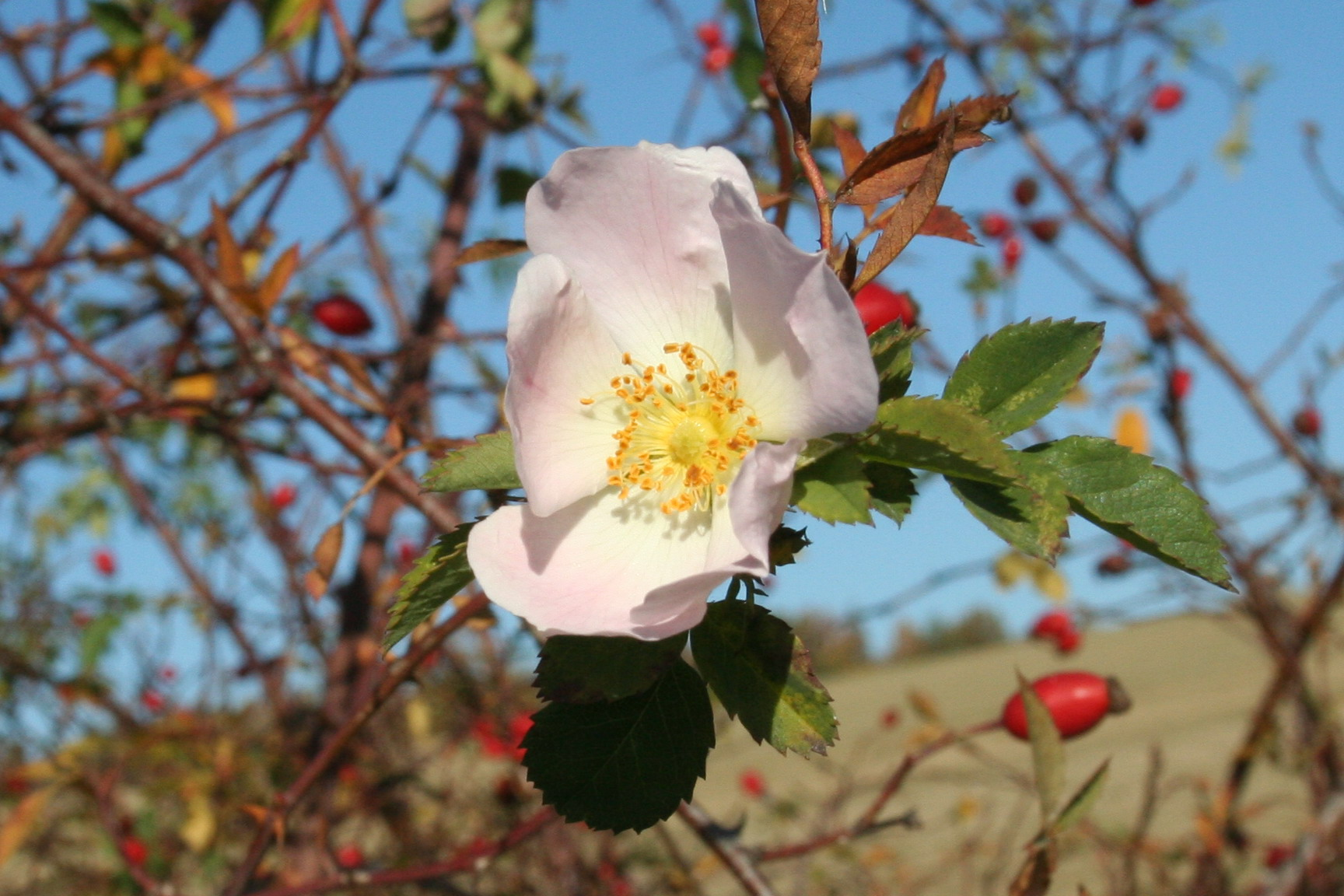
Квітка
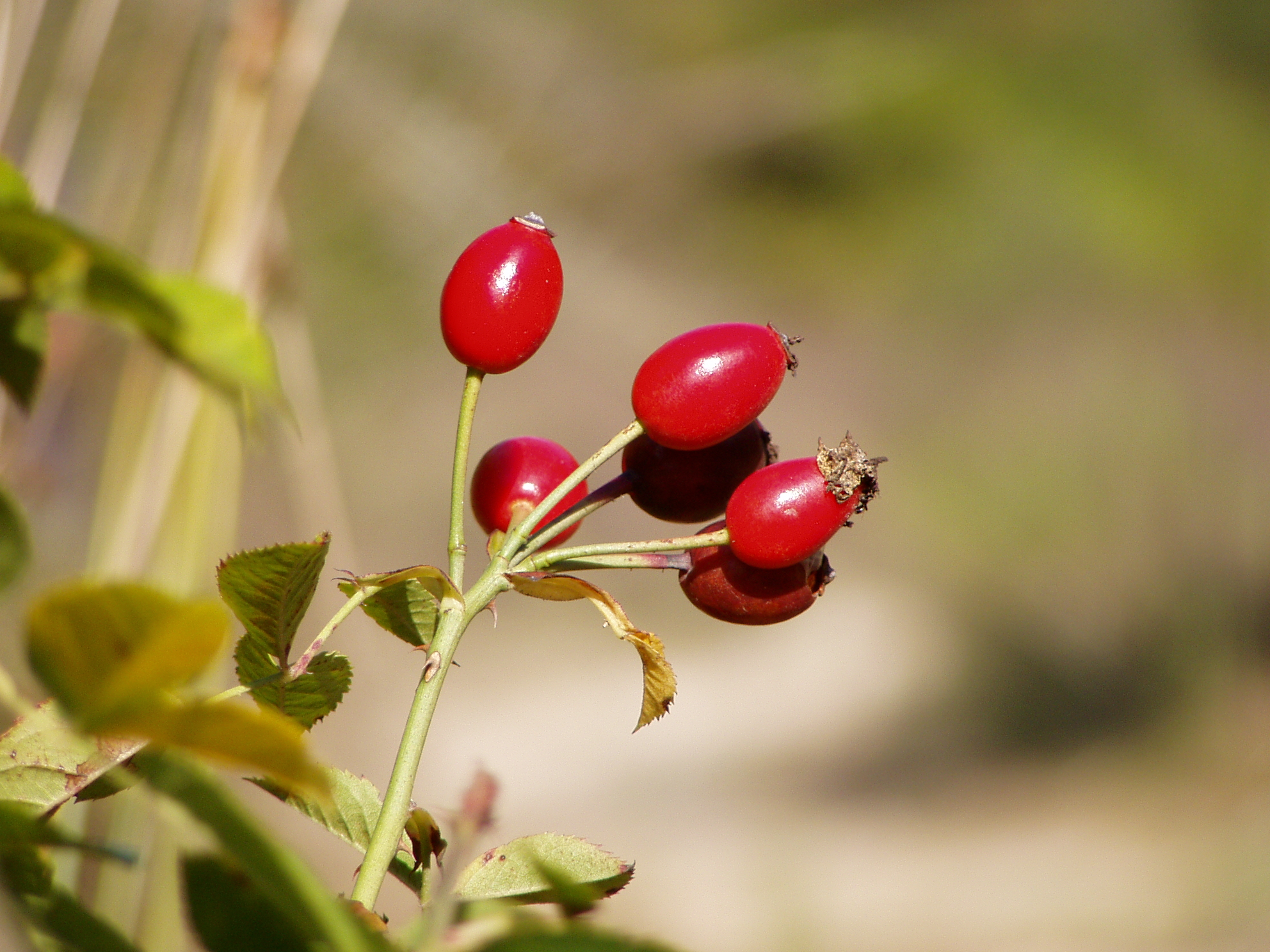
Плід
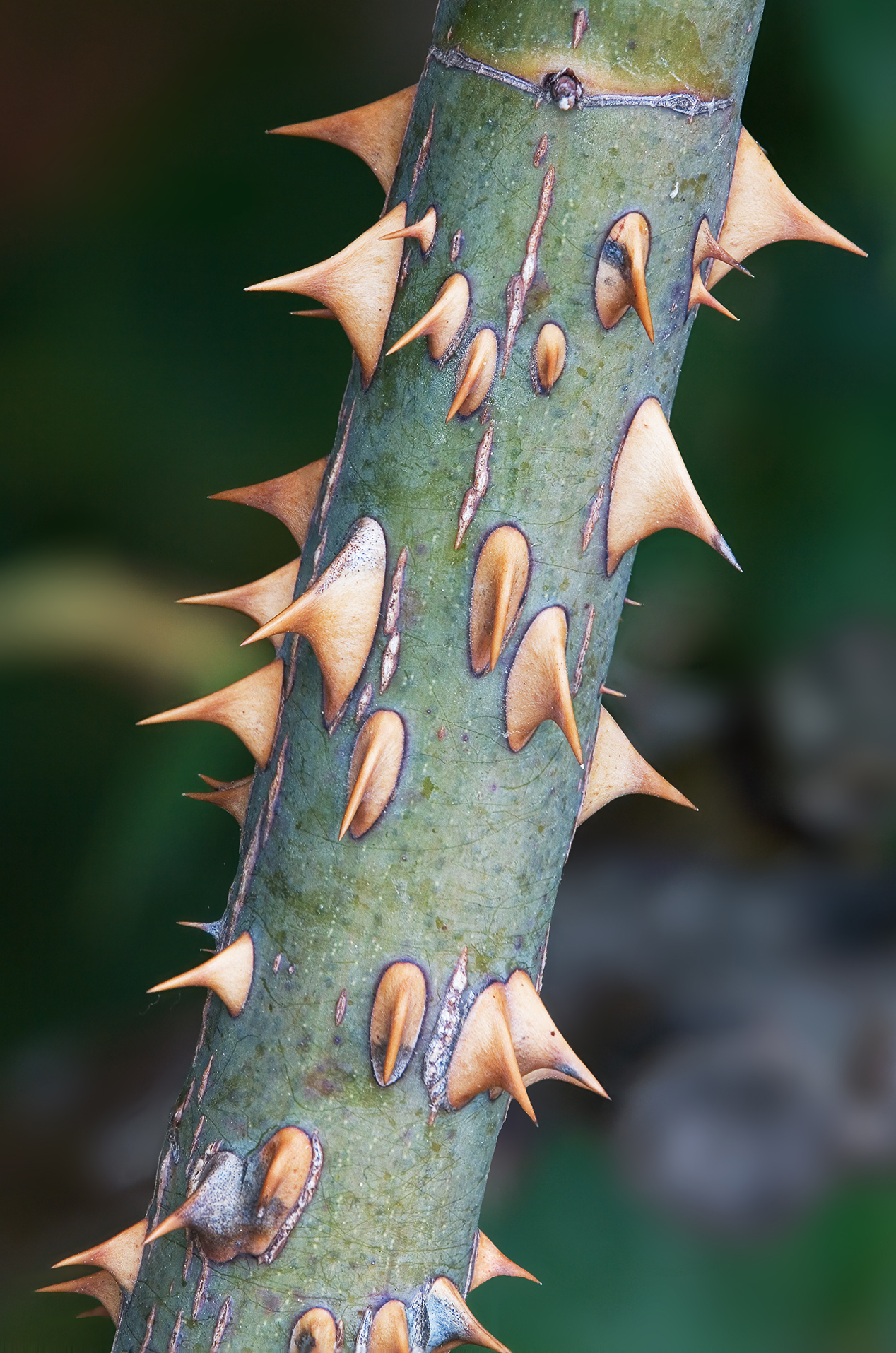
Шипи
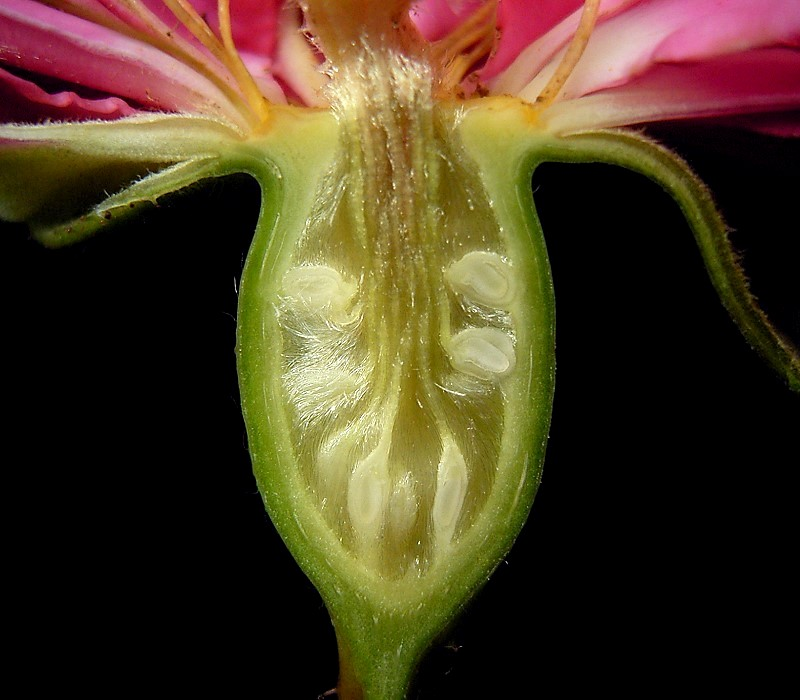
Будова квітки
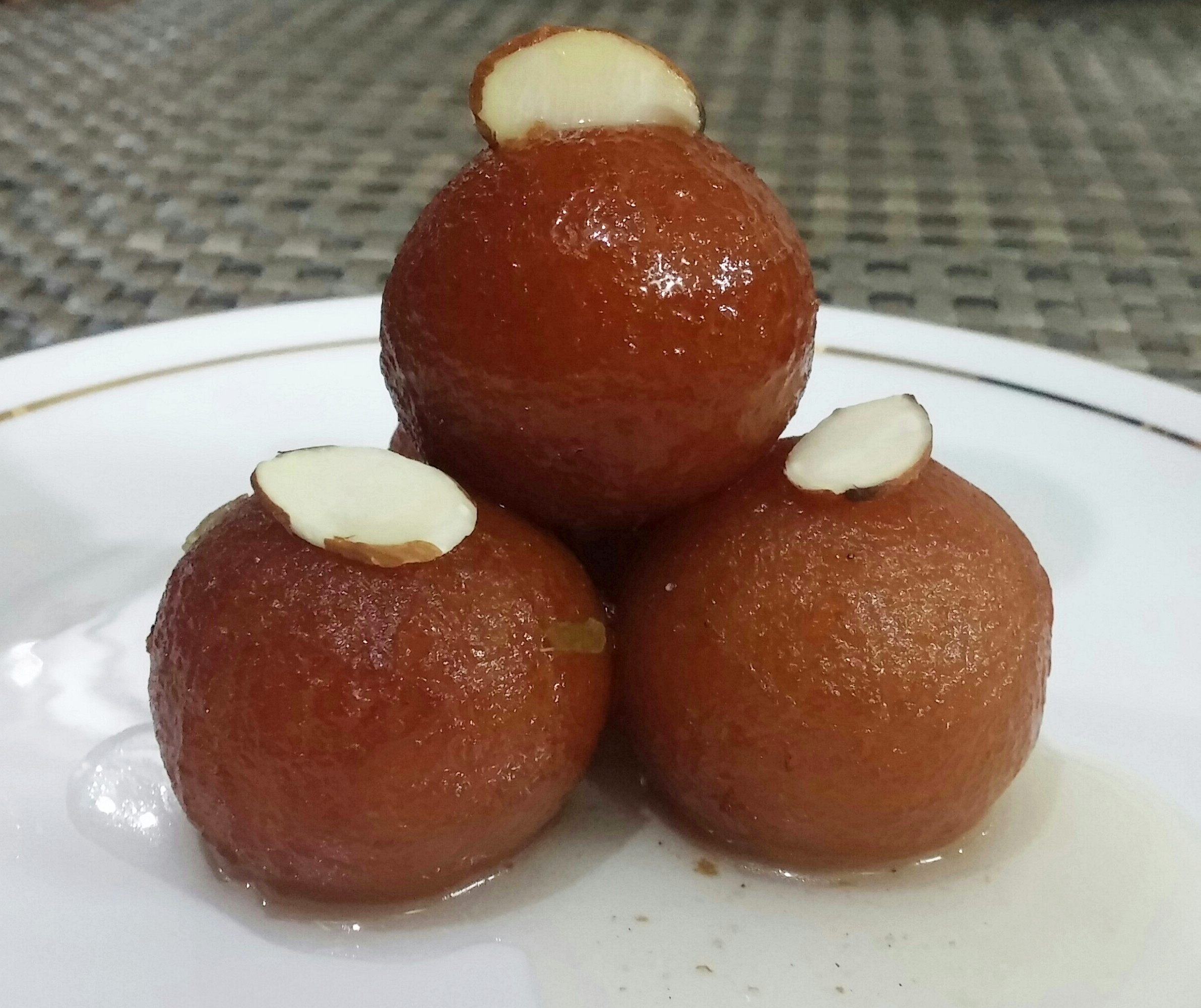
Гулаб джамун з трояндовою водою
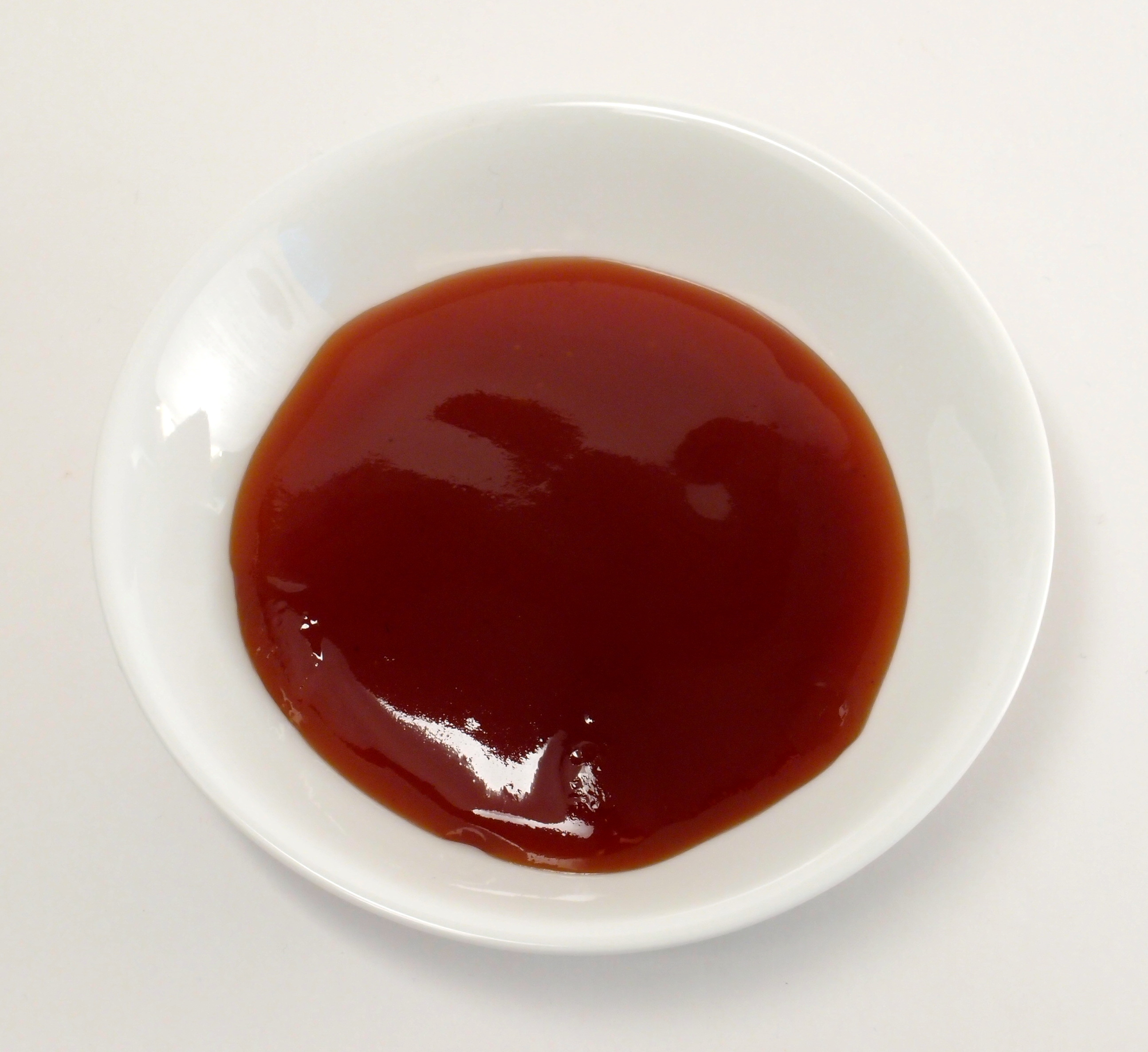
Варення з шипшини
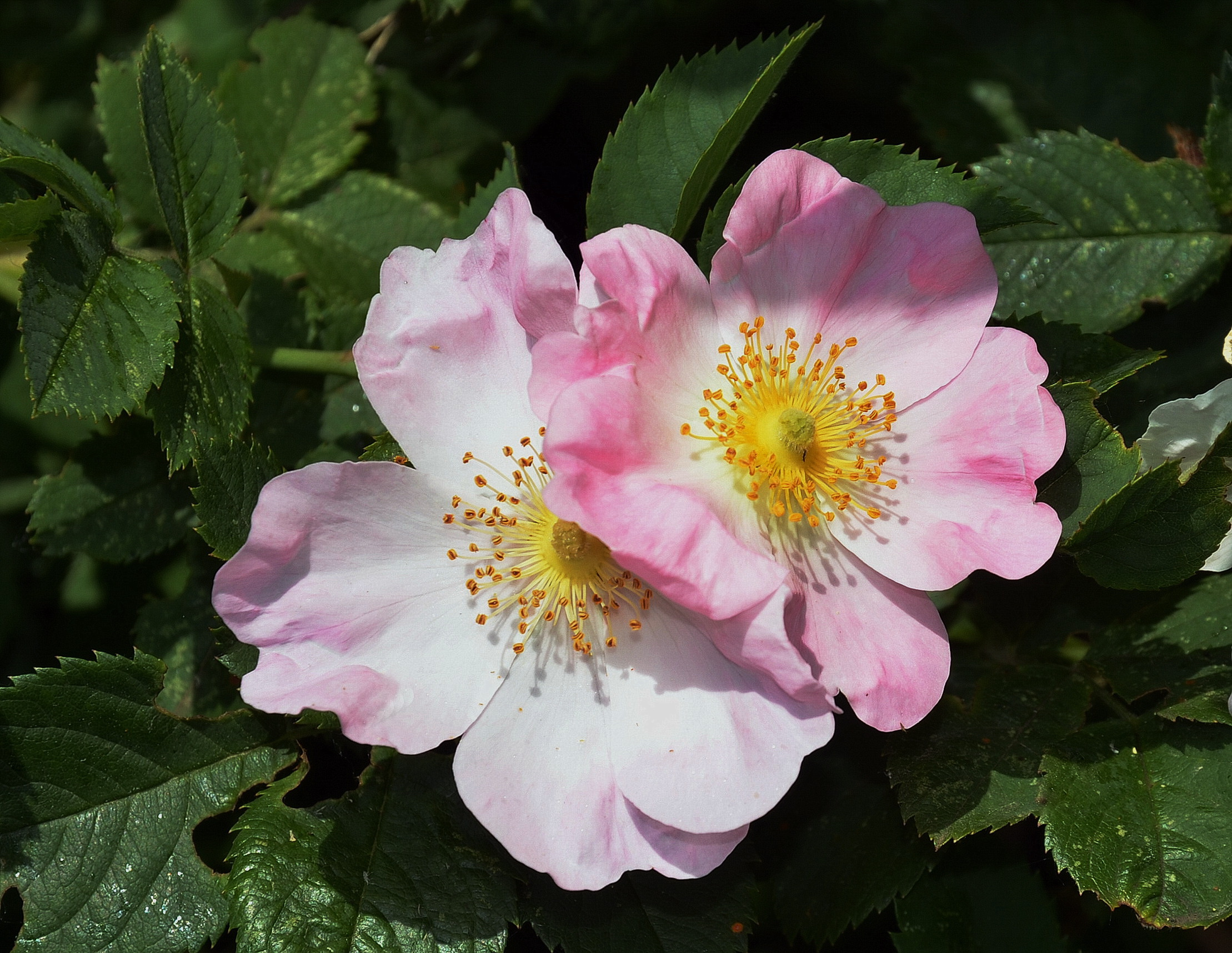
Шипшина звичайна. Квіти в травні